# Helicóptero jeroglífico del templo de Abidos

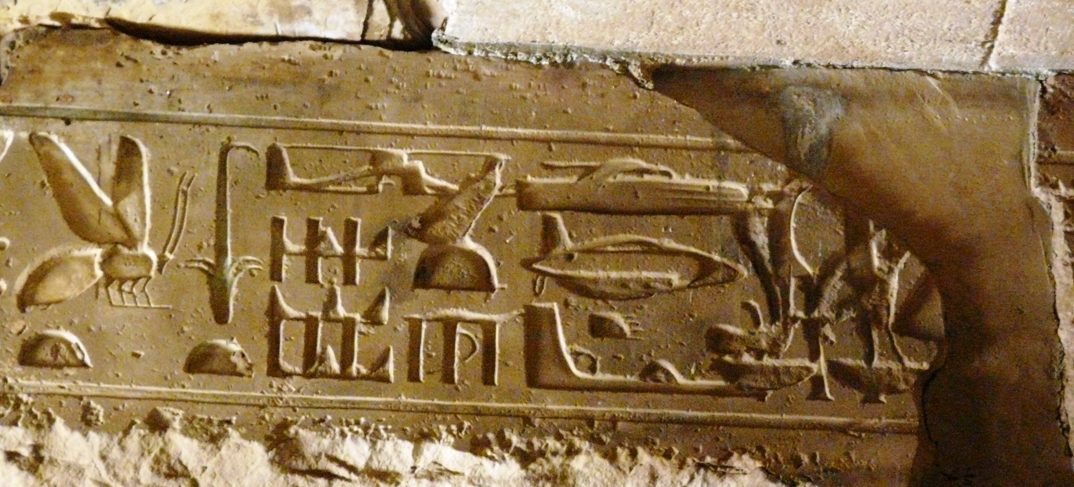
Los jeroglíficos en el templo de Seti I representan, supuestamente, vehículos modernos, entre ellos un helicóptero.

El helicóptero de Abidos es un jeroglífico encontrado en el templo funerario de Seti I, en Egipto, que supuestamente representaría un helicóptero moderno, junto a otras imágenes que recordarían la forma de un submarino, un avión, un zepelín o un platillo volador, según distintas interpretaciones.
Dicho hallazgo ha despertado la curiosidad de los ufólogos, los esoteristas y los creyentes en la teoría de los antiguos astronautas, quienes piensan haber encontrado en Abidos una prueba más de la existencia de alta tecnología en las civilizaciones antiguas, posiblemente facilitada por seres extraterrestres.
No obstante, científicos y egiptólogos coinciden en que se trata de un efecto pareidólico debido, en primera instancia, al deliberado retoque de las imágenes que se muestran en los medios y, en segunda, a que las caprichosas formas de los jeroglíficos son producto de un palimpsesto, es decir, de un regrabado que, con el paso de los siglos, se hizo evidente gracias a la erosión, uniendo dos escritos diferentes en una sola imagen. No era raro en el Antiguo Egipto que los faraones usurparan edificaciones y cubrieran los muros originales con sus propias inscripciones.